# Emil Ábrányi
Emil Ábrányi (n. 31 decembrie 1850, sau 1 ianuarie 1851, Pesta – d. 20 mai 1920, Szentendre) a fost un poet, jurnalist, traducător maghiar, fiul compozitorului și scriitorului Kornél Ábrányi-tatăl (1822-1903) și fratele scriitorului Kornél Ábrányi-fiul (1849-1913), a fost deputat în Parlamentul Ungariei.